# Duits basketbalteam (vrouwen)
Het Duite basketbalteam  is een team van basketballers dat Duitsland vertegenwoordigt bij internationale wedstrijden.
De Duitse vrouwenbasketbalploeg veroverde brons op EuroBasket Women op het EK 1997.